# Bundestagsausschüsse des 18. Deutschen Bundestages
Im Folgenden sind die 23 ständigen Bundestagsausschüsse des 18. Deutschen Bundestages (2013–2017) aufgeführt:
| Ausschuss                                                                                               | Vorsitz             | Mitglieder | CDU/CSU | SPD | Die Linke | Bündnis 90/ Die Grünen |
| --- | ------------------- | ---------- | ------- | --- | --------- | ---------------------- |
| Ausschuss für Arbeit und Soziales                                                                       | Kerstin Griese      | 41         | 20      | 13  | 4         | 4                      |
| Auswärtiger Ausschuss                                                                                   | Norbert Röttgen     | 37         | 18      | 11  | 4         | 4                      |
| Ausschuss für Bildung, Forschung und Technikfolgenabschätzung                                           | Patricia Lips       | 34         | 17      | 11  | 3         | 3                      |
| Ausschuss Digitale Agenda                                                                               | Jens Koeppen        | 16         | 7       | 5   | 2         | 2                      |
| Ausschuss für Ernährung und Landwirtschaft                                                              | Alois Gerig         | 34         | 17      | 11  | 3         | 3                      |
| Ausschuss für die Angelegenheiten der Europäischen Union Dazu kommen 16 Mitglieder des Europaparlaments | Gunther Krichbaum   | 34         | 17      | 11  | 3         | 3                      |
| Ausschuss für Familie, Senioren, Frauen und Jugend                                                      | Paul Lehrieder      | 36         | 17      | 11  | 4         | 4                      |
| Finanzausschuss                                                                                         | Ingrid Arndt-Brauer | 37         | 18      | 11  | 4         | 4                      |
| Ausschuss für Gesundheit                                                                                | Edgar Franke        | 37         | 18      | 11  | 4         | 4                      |
| Haushaltsausschuss                                                                                      | Gesine Lötzsch      | 41         | 20      | 12  | 4         | 4                      |
| Innenausschuss                                                                                          | Ansgar Heveling     | 37         | 18      | 11  | 4         | 4                      |
| Ausschuss für Kultur und Medien                                                                         | Siegmund Ehrmann    | 18         | 8       | 4   | 2         | 2                      |
| Ausschuss für Menschenrechte und humanitäre Hilfe                                                       | Matthias Zimmer     | 16         | 7       | 5   | 2         | 2                      |
| Petitionsausschuss                                                                                      | Kersten Steinke     | 26         | 12      | 8   | 3         | 3                      |
| Ausschuss für Recht und Verbraucherschutz                                                               | Renate Künast       | 39         | 18      | 12  | 4         | 4                      |
| Sportausschuss                                                                                          | Dagmar Freitag      | 18         | 9       | 5   | 2         | 2                      |
| Ausschuss für Tourismus                                                                                 | Heike Brehmer       | 18         | 9       | 5   | 2         | 2                      |
| Ausschuss für Umwelt, Naturschutz, Bau und Reaktorsicherheit                                            | Bärbel Höhn         | 36         | 17      | 11  | 4         | 4                      |
| Ausschuss für Verkehr und digitale Infrastruktur                                                        | Martin Burkert      | 41         | 20      | 13  | 4         | 4                      |
| Verteidigungsausschuss                                                                                  | Wolfgang Hellmich   | 32         | 16      | 10  | 3         | 3                      |
| Ausschuss für Wahlprüfung, Immunität und Geschäftsordnung                                               | Johann Wadephul     | 14         | 7       | 5   | 1         | 1                      |
| Ausschuss für Wirtschaft und Energie                                                                    | Peter Ramsauer      | 46         | 22      | 14  | 5         | 5                      |
| Ausschuss für wirtschaftliche Zusammenarbeit und Entwicklung                                            | Dagmar Wöhrl        | 21         | 10      | 7   | 2         | 2                      |

Farbig markiert sind die Fraktionen, die im jeweiligen Ausschuss den Vorsitz stellen.
Bis zum Zustandekommen der Regierungskoalition und der Bildung dieser regulären Ausschüsse wurde vom 28. November bis zum 19. Dezember 2013 vorübergehend einzig der sogenannte Hauptausschuss eingerichtet.
Am 19. Dezember 2013 hat der Bundestag dem interfraktionellen Antrag zur Einsetzung von 22 ständigen Ausschüssen zugestimmt, worauf sich am 15. Januar 2014 alle derzeit bestehenden Ausschüsse bis auf den Ausschuss für Digitale Agenda konstituiert haben. Nach dem Beschluss von dessen Einsetzung am 13. Februar hat sich auch der Ausschuss für Digitale Agenda am 19. Februar 2014 konstituiert.